# 287
287 (CCLXXXVII) var ett normalår som började en lördag i den julianska kalendern.

## Händelser

### September
- September – Den första indiktionen inleds.

### Okänt datum
- Diocletianus och Maximianus blir konsuler i Rom.
- Diocletianus undertecknar ett fredsavtal med den persiske kungen Bahram II och insätter Tridates III som kung av Armenien.